# Советский (Советское муниципальное образование)
Советский —посёлок в Дергачёвском районе Саратовской области, административный центр сельского поселения Советское муниципальное образование.

## География
Находится на расстоянии примерно 1 километр на юго-восток от районного центра поселка Дергачи.

## История
Официальная дата основания 1954 год.

## Население
Постоянное население составляло 1047 человек в 2002 году (русские 56%) , 1073 в 2010.